# Портрет на Карлос III де Бурбон в ловни дрехи
„Портрет на Карлос III де Бурбон в ловни дрехи“ (на италиански: „Ritratto di Carlo III di Borbone in abiti da cacciatore“) е картина на  италианския художник Антонио Себастиани от първата половина на 18 век. Картината (157 х 230 см.) е изложена в Зала 32 на Национален музей „Каподимонте“, Неапол. Използваната техника е маслени бои върху платно.

## История
Портретът е рисуван през първата половина на 18 век от придворния художник Антонио Себастиани, когато Карлос III все още е в херцогството на Парма и Пиаченца, или най-много през първите години от управлението му на т. нар. Неаполитанско кралство. В наши дни портретът е изложен в Кралския апартамент в Музей „Каподимонте“ в Неапол.

## Описание
Платното се оказва първото такова, представящо Карлос III като млад мъж. Ловът е голямата му страст и в своята творба художникът ни го представя облечен в ловни дрехи от проста, но добра изработка, лишени от всякакъв знак за власт. В краката на ловеца виждаме преданото му ловно куче, за чиято преданост съдим по отправения към стопанина поглед. На фона се забелязва прост селски пейзаж.
Години по-късно художникът Франсиско Гоя ще нарисува внука на Карлос III със същия сюжет в Портрет на Карлос IV крал на Испания.